# Friesodielsia kingii
Friesodielsia kingii là loài thực vật có hoa thuộc họ Na. Loài này được (J.Sinclair) Steenis mô tả khoa học đầu tiên năm 1964.